# Кокуйбель
Кокуйбель (Кокуйбельсу тадж. Кокуйбел) — река, протекающая в Горно-Бадахшанской автономной области Таджикистана. Одна из важнейших рек Таджикского национального парка (Памир), который является объектом всемирного наследия ЮНЕСКО.
Сливаясь с рекой Тахмурас образуют Гудару. Основные притоки Зорташкол, Кульайрык (левые) и Кызылбелес (правый).
Длина — 102 км. Площадь водосбора — 2300 км². Количество рек протяжённостью менее 10 км расположенных в бассейне Кокуйбель — 142, их общая длина составляет 346 км.